# Sin Da-woon
Sin Da-woon (kor. 신다운; ur. 5 marca 1993 w Pusan) – południowokoreański łyżwiarz szybki, specjalizujący się w short tracku, indywidualny i drużynowy medalista mistrzostw świata, reprezentant Korei Południowej na zimowych igrzyskach olimpijskich w Soczi.